# (4871) Riverside
(4871) Riverside est un astéroïde de la ceinture principale.

## Description
(4871) Riverside est un astéroïde de la ceinture principale. Il fut découvert le 24 novembre 1989 à Ayashi par Masahiro Koishikawa. Il présente une orbite caractérisée par un demi-grand axe de 2,26 UA, une excentricité de 0,11 et une inclinaison de 2,9° par rapport à l'écliptique.
Il tire son nom de la ville de Riverside, en Californie. Il a été nommé à l'occasion du 35e anniversaire du jumelage de cette ville avec la ville de Sendai, au Japon.